# Convoluzione

Convoluzione di due impulsi rettangolari e di pari lunghezza: la forma d'onda che ne risulta è un impulso triangolare. Si tratta del prodotto di una delle due funzioni, in tal caso, con l'altra riflessa rispetto a e traslata di, ottenendo. L'area del prodotto che ne risulta (in giallo) è il valore dell'integrale di convoluzione. Nell'asse orizzontale del grafico figurano i valori della variabile per rappresentare e, della variabile per. Se i due segnali rettangolari avessero lunghezza differente la convoluzione genererebbe la funzione trapezio.

Convoluzione di un impulso rettangolare con la risposta impulsiva tipica di un circuito RC: il valore della convoluzione è la risposta del circuito quando l'ingresso è l'impulso rettangolare.

In matematica, in particolare nell'analisi funzionale, la convoluzione è un'operazione tra due funzioni di una variabile che consiste nell'integrare il prodotto tra la prima e la seconda traslata di un certo valore. Ha una forte somiglianza con la correlazione incrociata.
La convoluzione viene utilizzata in vari campi della fisica, della statistica, dell'elettronica, dell'analisi d'immagini e della grafica computerizzata. Quando si studiano sistemi dinamici lineari stazionari, l'uscita è data dalla convoluzione tra il segnale in ingresso e la risposta all'impulso del sistema, la cui trasformata di Laplace (o la trasformata di Fourier) è la funzione di trasferimento del sistema.

## Definizione
Si considerino due funzioni {\displaystyle f(t)} e {\displaystyle g(t)} definite da {\displaystyle \mathbb {R} } in sé, con {\displaystyle f} e {\displaystyle g} integrabili secondo Lebesgue su {\displaystyle \mathbb {R} }. Si definisce convoluzione di {\displaystyle f} e {\displaystyle g} la funzione definita nel seguente modo:
{\displaystyle (f*g)(t):=\int _{-\infty }^{\infty }f(\tau )g(t-\tau )\ \mathrm {d} \tau =\int _{-\infty }^{\infty }f(t-\tau )g(\tau )\ \mathrm {d} \tau }
dove {\displaystyle \int _{-\infty }^{\infty }} denota l'integrale definito sull'insieme dei numeri reali. Le limitazioni poste alle funzioni {\displaystyle f} e {\displaystyle g} assicurano che l'integrale sia un numero reale. È cioè l'integrale del prodotto delle due funzioni dopo che una delle funzioni di partenza è stata rovesciata e traslata, e si può considerare una forma di trasformata integrale. L'ultimo passaggio si può dimostrare considerando {\displaystyle (t-\tau )=\tau '}: operando la sostituzione nella prima formula si ottiene la seconda ritornando a chiamare {\displaystyle \tau '} con il nome di {\displaystyle \tau }.
Spesso alla variabile {\displaystyle t} si fa corrispondere il tempo, ed in tale contesto la convoluzione può essere descritta come la media pesata della funzione {\displaystyle f(\tau )} all'istante {\displaystyle t}, dove la funzione peso è {\displaystyle g(-\tau )} traslata di un intervallo {\displaystyle t}, ed al cambiare di {\displaystyle t} la funzione peso enfatizza parti diverse di {\displaystyle f}.
Più in generale si possono considerare {\displaystyle f(t)} e {\displaystyle g(t)} definite su {\displaystyle \mathbb {R} ^{d}} a valori in {\displaystyle \mathbb {C} }, la cui convoluzione è data da:
{\displaystyle (f*g)(x)=\int _{\mathbb {R} ^{d}}f(y)g(x-y)\,\mathrm {d} y=\int _{\mathbb {R} ^{d}}f(x-y)g(y)\ \mathrm {d} y}
Se {\displaystyle X} e {\displaystyle Y} sono due variabili casuali indipendenti con densità di probabilità {\displaystyle f} e {\displaystyle g} rispettivamente, allora la densità di probabilità della somma {\displaystyle X+Y} è data dalla convoluzione di {\displaystyle f} con {\displaystyle g}.

### Convoluzione circolare
Data una funzione periodica {\displaystyle x_{T}} con periodo {\displaystyle T}, la sua convoluzione con un'altra funzione {\displaystyle h} è ancora una funzione periodica e può essere espressa come:
{\displaystyle (x_{T}*h)(t)\,{\stackrel {\mathrm {def} }{=}}\int _{-\infty }^{\infty }h(\tau )\cdot x_{T}(t-\tau )\ \mathrm {d} \tau =\int _{t_{o}}^{t_{o}+T}h_{T}(\tau )\cdot x_{T}(t-\tau )\ \mathrm {d} \tau }
dove {\displaystyle t_{o}} è un parametro arbitrario e {\displaystyle h_{T}} è la sommazione periodica di {\displaystyle h}, data da:
{\displaystyle h_{T}(t)\ {\stackrel {\mathrm {def} }{=}}\ \sum _{k=-\infty }^{\infty }h(t-kT)=\sum _{k=-\infty }^{\infty }h(t+kT)}
Si tratta di una convoluzione periodica di {\displaystyle x_{T}} e {\displaystyle h_{T}}, e se {\displaystyle x_{T}} è espressa come sommazione periodica di un'altra funzione {\displaystyle x} tale operazione è detta convoluzione circolare o convoluzione ciclica di {\displaystyle h} e {\displaystyle x}.

## Convoluzione discreta
Si considerino due funzioni {\displaystyle f[n]} e {\displaystyle g[n]} definite sull'insieme {\displaystyle \mathbb {Z} } degli interi. La convoluzione discreta di {\displaystyle f} con {\displaystyle g} è data da:
{\displaystyle (f*g)[n]\ {\stackrel {\mathrm {def} }{=}}\ \sum _{m=-\infty }^{\infty }f[m]\,g[n-m]=\sum _{m=-\infty }^{\infty }f[n-m]\,g[m]}
Quando si moltiplicano due polinomi con coefficienti dati dalle successioni {\displaystyle (a_{n})_{n\in \mathbb {N} }} e {\displaystyle (b_{n})_{n\in \mathbb {N} }} la successione dei coefficienti del loro prodotto è data dal prodotto di Cauchy {\displaystyle \textstyle (c_{n})_{n\geq 0}}, il cui n-esimo elemento è dato da:
{\displaystyle c_{n}=\sum _{k=0}^{n}a_{k}b_{n-k}}
che è la convoluzione discreta delle due successioni. Essa equivale al prodotto di {\displaystyle (a_{n})_{n\in \mathbb {N} }} e {\displaystyle (b_{n})_{n\in \mathbb {N} }} considerati come elementi dell'anello sul gruppo dei numeri naturali {\displaystyle R[\mathbb {N} ]}.

### Convoluzione discreta circolare
Data una funzione {\displaystyle g_{N}} periodica con periodo {\displaystyle N}, per funzioni {\displaystyle f} tali che {\displaystyle f*g_{N}} esiste, la convoluzione discreta è periodica:
{\displaystyle (f*g_{N})[n]\equiv \sum _{m=0}^{N-1}\left(\sum _{k=-\infty }^{\infty }{f}[m+kN]\right)g_{N}[n-m]}
e la somma su k è una sommazione periodica di {\displaystyle f}. Se {\displaystyle g_{N}} è la sommazione periodica di un'altra funzione {\displaystyle g}, la convoluzione {\displaystyle f*g_{N}} è la convoluzione circolare di {\displaystyle f} con {\displaystyle g}. Se inoltre {\displaystyle f} e {\displaystyle g} presentano valori diversi da zero esclusivamente nell'intervallo {\displaystyle [0,N-1]} allora {\displaystyle f*g_{N}} assume la forma:
{\displaystyle {\begin{aligned}(f*g_{N})[n]&=\sum _{m\,=\,0}^{N-1}f[m]\ g_{N}[n-m]\\&=\sum _{m\,=\,0}^{n}f[m]\ g[n-m]+\sum _{m\,=\,n+1}^{N-1}f[m]\ g[N+n-m]\\&=\sum _{m\,=\,0}^{N-1}f[m]\ g[(n-m)_{\bmod {N}}]\equiv (f*_{N}g)[n]\end{aligned}}}

## Dominio di definizione
La convoluzione di due funzioni {\displaystyle f} e {\displaystyle g} definite su {\displaystyle \mathbb {R} ^{d}} a valori in {\displaystyle \mathbb {C} }:
{\displaystyle (f*g)(x)=\int _{\mathbb {R} ^{d}}f(y)g(x-y)\ \mathrm {d} y}
è ben definita solo se {\displaystyle f} e {\displaystyle g} decrescono all'infinito abbastanza rapidamente da garantire l'esistenza dell'integrale.
Se {\displaystyle f} e {\displaystyle g} sono funzioni a supporto compatto, ovvero sono funzioni (in questo caso continue) che hanno per supporto un sottoinsieme compatto dell'insieme di definizione, allora la loro convoluzione esiste ed è continua a supporto compatto. Più in generale, se una delle due è a supporto compatto mentre l'altra è localmente integrabile, la loro convoluzione esiste ed è continua.
Se {\displaystyle f} e {\displaystyle g} sono Lebesgue-integrabili (in {\displaystyle L^{1}(\mathbb {R} ^{n})}) allora per il teorema di Tonelli la loro convoluzione è integrabile. Se {\displaystyle f\in L^{1}(\mathbb {R} ^{d})} e {\displaystyle g\in L^{p}(\mathbb {R} ^{d})}, con {\displaystyle 1\leq p\leq \infty }, allora {\displaystyle (f*g)\in L^{p}(\mathbb {R} ^{d})} e si ha:
{\displaystyle \|{f}*g\|_{p}\leq \|f\|_{1}\|g\|_{p}}
In particolare, se {\displaystyle p=1} tale relazione mostra che {\displaystyle L^{1}} con l'operazione di convoluzione è un'algebra di Banach. Più in generale, la disuguaglianza di Young implica che la convoluzione è una funzione bilineare continua tra spazi {\displaystyle L^{p}}. Nello specifico, se {\displaystyle 1\leq p,q,r\leq \infty } soddisfano la relazione:
{\displaystyle {\frac {1}{p}}+{\frac {1}{q}}={\frac {1}{r}}+1}
allora:
{\displaystyle \|f*g\|_{r}\leq \|f\|_{p}\|g\|_{q}\qquad f\in L^{p}\quad g\in L^{q}}
sicché la convoluzione è una mappa bilineare continua da {\displaystyle L^{p}\times L^{q}} a {\displaystyle L^{r}}.

### Distribuzioni
Sotto opportune condizioni è possibile definire la convoluzione di una funzione con una distribuzione e la convoluzione tra due distribuzioni. Se {\displaystyle f} è una funzione a supporto compatto e {\displaystyle g} è una distribuzione, la loro convoluzione è una funzione liscia definita dall'analoga formulazione distribuzionale:
{\displaystyle \int _{\mathbb {R} ^{d}}{f}(y)g(x-y)\ \mathrm {d} y}
Più in generale, si può estendere la definizione convoluzione unicamente in modo che la proprietà associativa:
{\displaystyle f*(g*\varphi )=(f*g)*\varphi \,}
rimanga valida anche qualora {\displaystyle f} sia una distribuzione e {\displaystyle g} una distribuzione a supporto compatto.

### Misure
La convoluzione di due misure di Borel {\displaystyle \mu } e {\displaystyle \nu } a variazione limitata è la misura {\displaystyle \lambda } definita come:
{\displaystyle \int _{\mathbb {R} ^{d}}f(x)d\lambda (x)=\int _{\mathbb {R} ^{d}}\int _{\mathbb {R} ^{d}}f(x+y)\,\mathrm {d} \mu (x)\,\mathrm {d} \nu (y)}
Tale definizione coincide con la precedente se {\displaystyle \mu } e {\displaystyle \nu } sono trattate come distribuzioni, e con la definizione di convoluzione di funzioni in {\displaystyle L^{1}} quando {\displaystyle \mu } e {\displaystyle \nu } sono assolutamente continue rispetto alla misura di Lebesgue.
Inoltre, la convoluzione di due misure soddisfa la seguente versione della disuguaglianza di Young:
{\displaystyle \|\mu *\nu \|\leq \|\mu \|\|\nu \|}
dove la norma è la variazione totale della misura.

## Proprietà
La convoluzione soddisfa le seguenti proprietà:
- Commutatività

{\displaystyle f*g=g*f}
Partendo dalla definizione:
{\displaystyle (f*g)(t):=\int _{-\infty }^{\infty }f(\tau )g(t-\tau )\mathrm {d} \tau }
si applica la sostituzione:
{\displaystyle \tau =t-y\to t-\tau =y}
da cui:
{\displaystyle {\frac {\mathrm {d} \tau }{\mathrm {d} y}}=-1\to \mathrm {d} \tau =-\mathrm {d} y}
Ricordando che gli estremi di integrazione sono espressi in funzione di {\displaystyle \tau }, esprimendoli in funzione di {\displaystyle y} l'estremo inferiore diventa:
{\displaystyle \tau =t-y\to -\infty =t-y\to \underbrace {-\infty -t} _{=-\infty }=-y\to y=\infty }
mentre l'stremo superiore:
{\displaystyle \tau =t-y\to \infty =t-y\to \underbrace {\infty -t} _{=\infty }=-y\to y=-\infty }
Dato che nel caso di integrali definiti o impropri è possibile invertire gli estremi di integrazione:
{\displaystyle (f*g)(t):=\int _{-\infty }^{\infty }f(\tau )g(t-\tau )\mathrm {d} \tau =-\int _{\infty }^{-\infty }f(t-y)g(y)\mathrm {d} y=\int _{-\infty }^{\infty }g(y)f(t-y)\mathrm {d} y=(g*f)(t)}
- Associatività

{\displaystyle f*(g*h)=(f*g)*h}
- Distributività

{\displaystyle f*(g+h)=(f*g)+(f*h)}
- Associatività per moltiplicazione per scalare

{\displaystyle a(f*g)=(af)*g=f*(ag)}
per ogni numero reale (o complesso) {\displaystyle a}.
- Regola di differenziazione

{\displaystyle {\mathcal {D}}(f*g)={\mathcal {D}}f*g=f*{\mathcal {D}}g}
dove con {\displaystyle {\mathcal {D}}f} si è denotata la derivata di {\displaystyle f} o, nel caso discreto, l'operatore differenziale:
{\displaystyle {\mathcal {D}}f(n)=f(n+1)-f(n)}

### Teorema di convoluzione
Il teorema di convoluzione afferma che:
{\displaystyle {\mathcal {F}}\{f*g\}=k\cdot {\mathcal {F}}\{f\}\cdot {\mathcal {F}}\{g\}}
dove {\displaystyle {\mathcal {F}}(f)} indica la trasformata di Fourier di {\displaystyle f} e {\displaystyle k} è una costante che dipende dalla scelta della costante di normalizzazione della trasformata. Altre versioni di questo teorema funzionano per la trasformata di Laplace e la trasformata di Mellin. La trasformata della convoluzione di due funzioni equivale al prodotto delle trasformate delle due funzioni stesse.

## Convoluzione su gruppi
Se {\displaystyle G} è un gruppo scelto in modo appropriato e la cui misura corrisponde al valore m (per esempio, un gruppo di Hausdorff localmente compatto con la misura di Haar) e se {\displaystyle f} e {\displaystyle g} sono valori reali o complessi dell'm-integrale di {\displaystyle G}, allora la loro convoluzione può essere definita dalla relazione:
{\displaystyle (f*g)(x)=\int _{G}f(y)g(xy^{-1})\,\mathrm {d} m(y)}

## Applicazioni
La convoluzione e le relative operazioni sono usate in diverse applicazioni dell'ingegneria e della matematica.
- In statistica, una media mobile pesata è una convoluzione. Anche la distribuzione di probabilità della somma di due variabili casuali indipendenti corrisponde alla convoluzione di ognuna delle loro distribuzioni.
- In ottica, molte specie di "blur" sono descritte tramite la convoluzione. Un'ombra (ad esempio l'ombra su un tavolo che si vede quando gli si interpone un oggetto innanzi la fonte luminosa) è la convoluzione della forma della fonte di luce che sta proiettando l'ombra dell'oggetto illuminato e l'oggetto stesso. Una foto fuori fuoco è la convoluzione dell'immagine a fuoco con la forma del diaframma. Il termine fotografico per tale effetto è bokeh.
- Analogamente, nell'elaborazione digitale delle immagini, i filtri convoluzionali assumono un importante compito negli algoritmi di calcolo dei margini e dei processi correlati.
- Nell'elaborazione digitale dei segnali, il filtraggio di frequenza può essere semplificato convolvendo due funzioni (dati con un filtro) nel dominio del tempo, il che equivale a moltiplicare i dati con un filtro nel dominio di frequenza.
- In acustica lineare, un'eco è la convoluzione del suono originale con una funzione geometrica che descrive i vari oggetti che stanno riflettendo il segnale sonoro.
- In elaborazione digitale dei segnali, nella riverberazione artificiale la convoluzione è utilizzata per codificare la risposta ad impulso di una stanza reale ad un segnale audio digitale.
- In ingegneria elettrica e in altre discipline, l'output (risposta) di un sistema dinamico lineare (stazionario) è la convoluzione di un input (eccitazione d'ingresso) con la risposta impulsiva del sistema (ovvero la risposta quando l'eccitazione d'ingresso è la funzione Delta di Dirac). Nel dominio discreto il concetto di convoluzione viene esteso a una sommatoria, estesa al prodotto di segnale e risposta impulsiva {\displaystyle y(n)=x(n)*h(n)=\sum _{k=-\infty }^{\infty }x(k)\cdot h(n-k)}[4], con la sequenza h(n) che prende il nome di "kernel di convoluzione" o "maschera di convoluzione".
- Nella spettroscopia a fluorescenza determinata a tempo, il segnale di eccitazione può essere trattato come una catena di impulsi delta, e la fluorescenza misurata è data dalla somma dei decadimenti esponenziali di ogni impulso delta.
- In idrologia la convoluzione è utilizzata nell'idrogramma unitario istantaneo e nel modello di Nash.[5]